# In the Arms of Devastation
In the Arms of Devastation – ósmy album studyjny kanadyjskiej grupy muzycznej Kataklysm. Wydawnictwo ukazało się 21 lutego 2006 roku nakładem wytwórni muzycznej Nuclear Blast. W ramach promocji do pochodzących z płyty utworów "Crippled & Broken" i "To Reign Again" zostały zrealizowane teledyski, które wyreżyserował Maurice Swinkels.
Nagrania zostały zarejestrowane w Mixart Studio w lipcu 2005 roku oraz w JFD Studio w Laval pomiędzy sierpniem a wrześniem 2005 roku. Miksowanie i mastering odbyło się w Antfarm Studio w Danii w październiku 2005 roku.

## Lista utworów
Opracowano na podstawie materiału źródłowego.
1. "Like Angels Weeping (The Dark)" – 4:27
2. "Let Them Burn" – 3:19
3. "Crippled & Broken" – 4:32
4. "To Reign Again" – 4:25
5. "It Turns to Rust" (gościnnie: Morgan Lander) – 4:04
6. "Open Scars" – 4:06
7. "Temptation's Nest" – 3:46
8. "In Words of Desperation" – 5:10
9. "The Road to Devastation" (gościnnie: Tim Roth, Rob Doherty) – 7:14

## Twórcy
Opracowano na podstawie materiału źródłowego.
| - Maurizio Iacono – śpiew - Jean-François Dagenais – gitara rytmiczna, gitara prowadząca, inżynieria dźwięku, produkcja muzyczna - Stéphane Barbe – gitara basowa - Max Duhamel – perkusja - Morgan Lander – gościnnie śpiew |  | - Tim Roth – gościnnie gitara prowadząca - Rob Doherty – gościnnie śpiew - Anthony Clarkson – okładka, oprawa graficzna - Markus Staiger – producent wykonawczy - Tue Madsen – miksowanie, mastering |